# Ая (Японія)

31°59′57″ пн. ш. 131°15′11″ сх. д. / 31.99917° пн. ш. 131.25306° сх. д.
Ая (яп. 綾町) — містечко в Японії, в повіті Хіґасімороката префектури Міядзакі.